# Don Tapscott

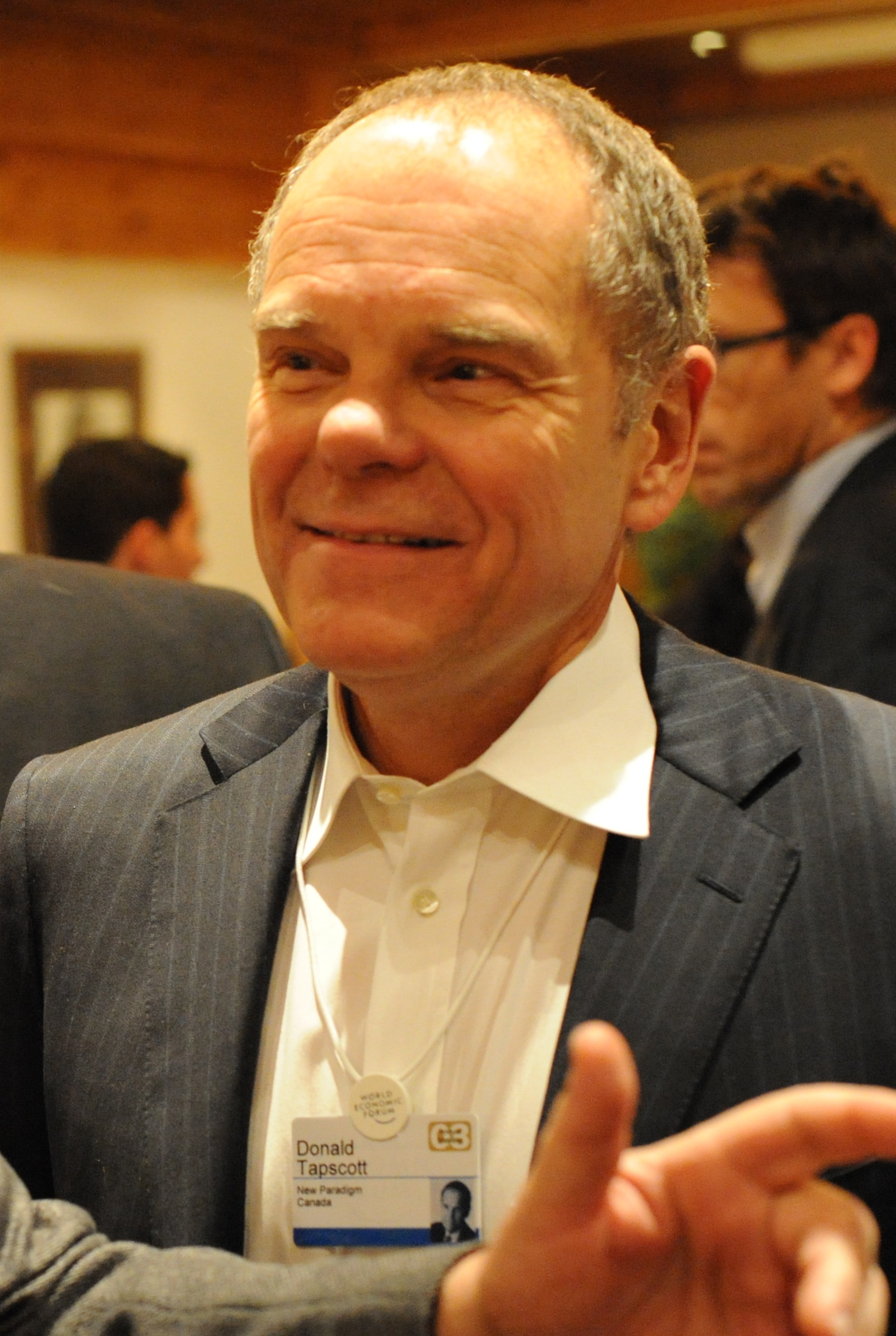
Don Tapscott

Don Tapscott CM (* 1. Juni 1947 in Toronto) ist ein kanadischer Unternehmer, Professor für Management an der Joseph L. Rotman School of Management der University of Toronto und Autor.
Tapscott ist Gründer (1993) und Vorsitzender der wirtschaftsstrategischen Denkfabrik (engl. think tank) nGenera Insight (vormals New Paradigm).
In seinem bekanntesten Buch Wikinomics: die Revolution im Netz beschreibt er, wie und warum die Arbeitsweise traditioneller Unternehmen durch den Einsatz von Prinzipien von Web 2.0 in Unternehmen (Enterprise 2.0) vor eine Herausforderung gestellt werden. Wer die Vorteile der wenig kostenintensiven Herangehensweise nutzen wolle, müsse jedoch sein gesamtes Geschäftsmodell in Frage stellen und große Teile des wertvollen Unternehmenswissens offen verfügbar machen.
Er veröffentlichte zwölf Bücher, sein 2008 erschienenes Buch Grown Up Digital (2008) beschäftigt sich mit den Denk- und Vorgehensweisen der digitalen Generation („Digital Natives“).

## Schriften
- Die digitale Revolution Verheißungen einer vernetzten Welt – die Folgen für Wirtschaft, Management und Gesellschaft, Wiesbaden, Gabler, 1996, ISBN 3-409-18929-7
- mit Anthony D. Williams: Wikinomics. Die Revolution im Netz, 1. Aufl., Hanser, München 2007, ISBN 978-3-446-41219-4
- mit Anthony D. Williams: Wikinomics. How Mass Collaboration Changes Everything, B&T, New York 2006, ISBN 978-1-59184-138-8
- Grown Up Digital: How the Net Generation is Changing Your World, McGraw-Hill Professional 2008. ISBN 978-0-07-150863-6
- mit Alex Tapscott: Die Blockchain-Revolution. Wie die Technologie hinter Bitcoin nicht nur das Finanzsystem, sondern die ganze Welt verändert. Plassen Verlag. Kulmbach. 2016. ISBN 978-3-86470-388-1